# Wheatbelt Region (Western Australia)
Koordinaten: 33° 0′ S, 117° 0′ O
Der Westaustralische Weizengürtel ist eine von neun geografischen Regionen im Bundesstaat Westaustralien, die durch das Gesetz zur Verbesserung der Wirtschaftslage in den ländlichen Gebieten von 1993 (Regional Development Commissions Act 1993) definiert wurden. Alternative Bezeichnungen im allgemeinen Sprachgebrauch lauten Heartlands und Wheat-Sheep Zone.

## Lage
Die Wheatbelt Region umschließt teilweise die Metropolregion Perth, die bei dem Gesetz von 1993 nicht mitbehandelt wird, grenzt im Norden an die Region Mid West, im Osten an die Region Goldfields-Esperance, die im allgemeinen Sprachgebrauch mitunter als zwei einzelne Regionen aufgefasst werden, und im Süden an Great Southern und South West. Im Westen reicht die Wheatbelt Region nördlich von Perth bis zum Indischen Ozean, während südlich der Metropole die kleine Region Peel zwischen der Küste und den Heartlands liegt. 
Insgesamt umfasst der westaustralische Weizengürtel ca. 69.000 Einwohner auf 154.862 km² einschließlich einiger der Küste vorgelagerter Inseln. Die Bevölkerung verteilt sich weitläufig auf das dünn besiedelte Land, und nur 16.000 Menschen leben in den Kleinstädten Northam, Narrogin, Merredin, Moora und York.

## Weizenanbau und Schafzucht

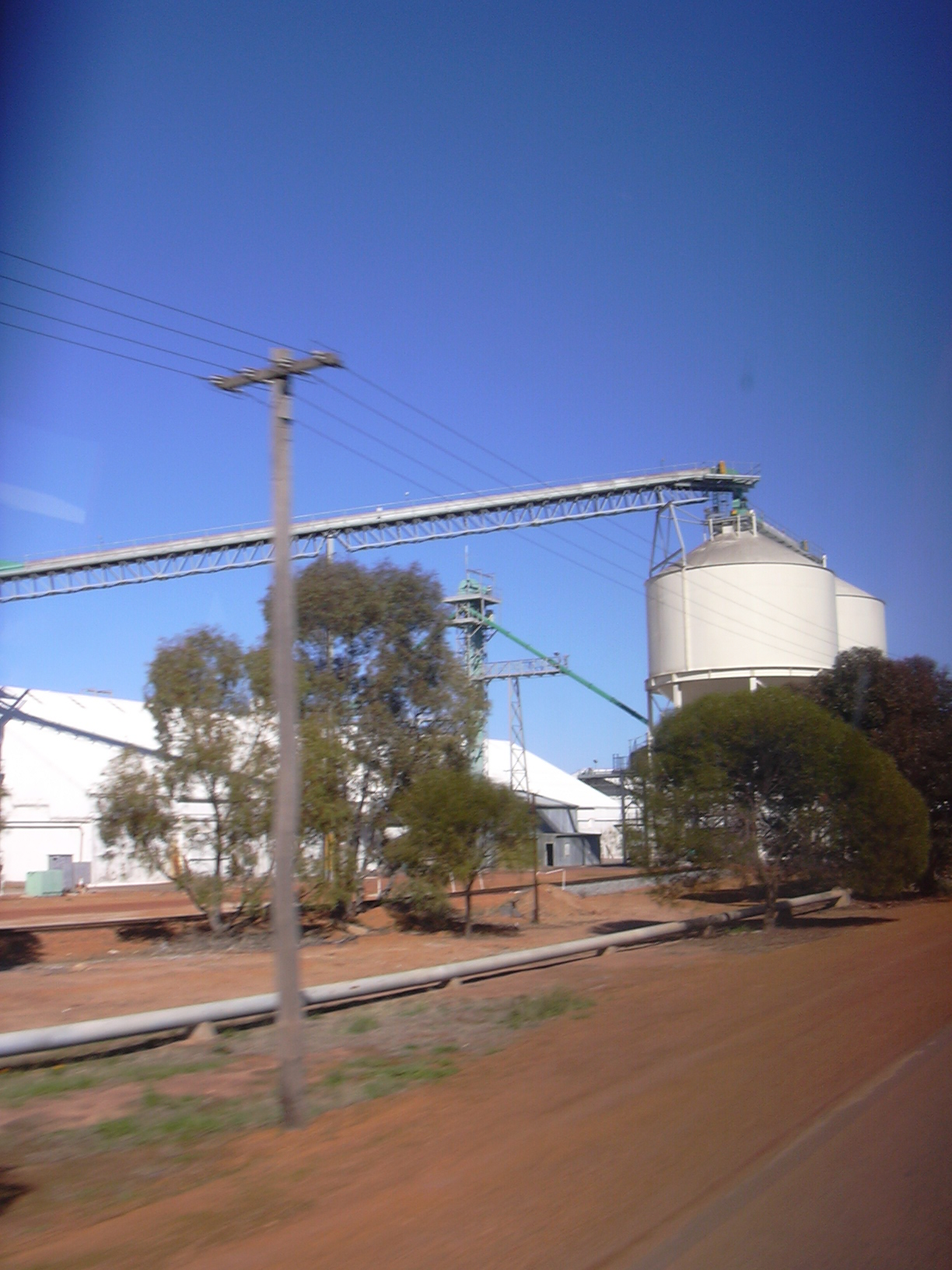
Silo bei Quairading

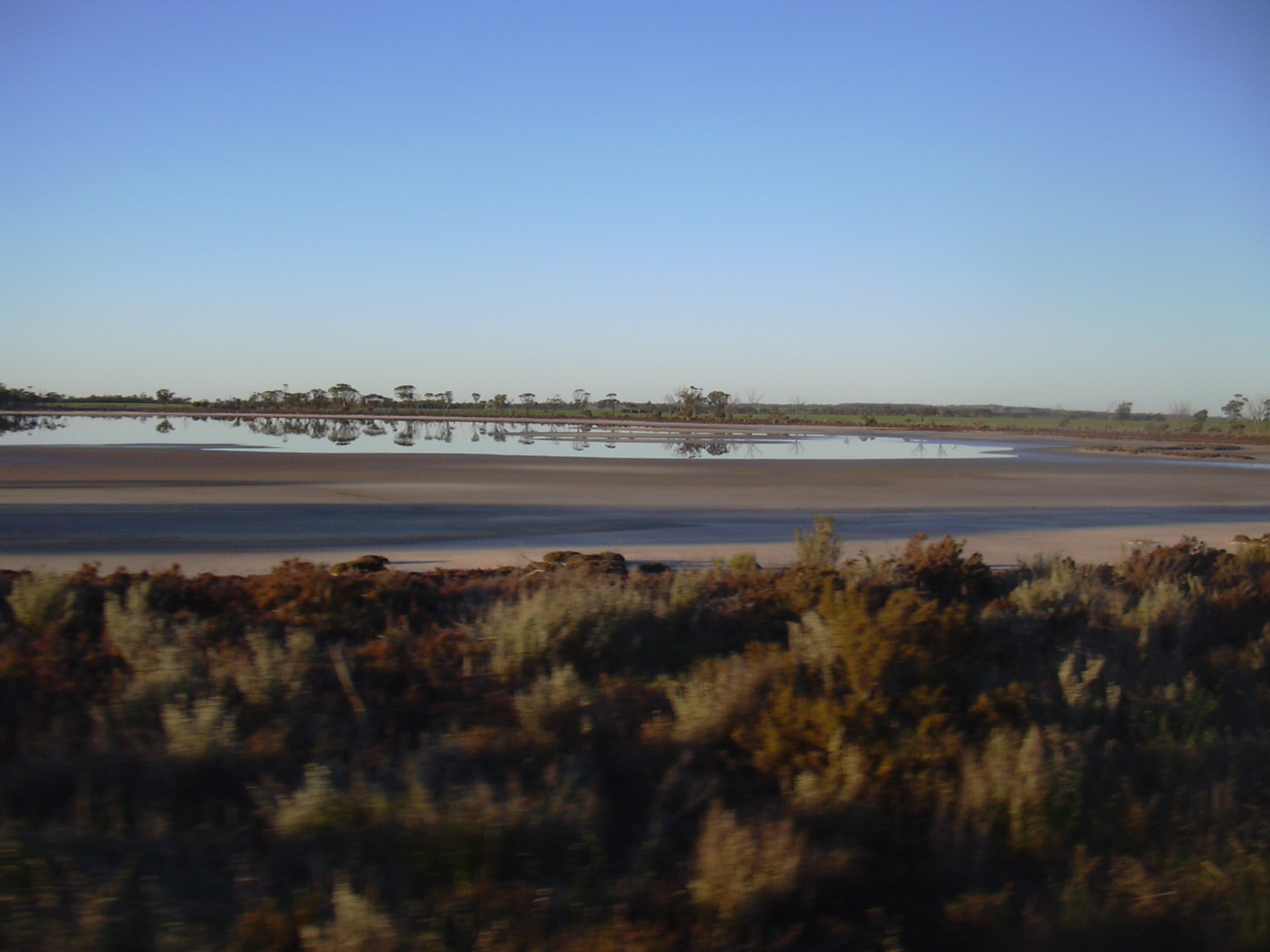
Versalzungsschaden bei Babakin

Ihren Namen erhielt die Region vom Weizenanbau. Dieser wurde von den europäischen Siedlern im Zuge der Erkundung des Landes eingeführt. Die ersten Siedlungen landeinwärts von Perth waren in Dale und im Avon Valley, wo es sehr fruchtbaren Boden gab. Die erste für agrarische Zwecke gegründete Binnenland-Siedlung Westaustraliens war York im Jahre 1831. Es folgten die Besiedelung der von John Septimus Roe bis Mitte des 19. Jahrhunderts entdeckten Kernlande rund um die heutigen Provinzstädte Bruce Rock, Narembeen, Corrigin, Kondinin und Kulin. Um 1840 wurde die Victoria Plains nordöstlich von Perth entdeckt, die zunächst als Weideland verpachtet wurden. Um die Wende ins 20. Jahrhundert liefen viele dieser Pachtverträge aus und Siedler, die sich danach in dieser Region niederließen, begannen auf den fruchtbareren Böden ebenfalls mit dem Weizenanbau. Nach dem Ende des Ersten Weltkrieges, als eine große Zahl ehemaliger Soldaten Land besiedeln wollten, wurde die Kwongan-Heiden erschlossen, wo sich zeigte, dass bei entsprechender Düngung ebenfalls Weizen profitabel anbauen ließ. Dies führte zu einer massiven Ausweitung des Weizenanbaugebietes. Ein Netzwerk von Eisenbahnlinien wurde errichtet und schließlich auch Wasser zu den Farmen geführt, so dass dort auch Vieh ganzjährig gehalten werden konnte.
Zu Beginn des 20. Jahrhunderts hatte sich der Weizenanbau in diesen Kernlanden als Wirtschaftsfaktor fest etabliert; zur gleichen Zeit (1901–1907) wurde zum Schutz gegen von Osten vordringende Kaninchen der erste von insgesamt drei Rabbit-Proof Fences auf einer Länge von 1837 km von Nord nach Süd errichtet. Weite Teile dieses einst längsten Zauns der Welt mit den ursprünglichen Pfosten sind heute noch erhalten.
In den darauffolgenden Jahrzehnten erweiterte sich das Weizenanbaugebiet nach Südost. Die großflächig angelegte Produktion nach mechanisiertem System, das den Einsatz von Drillmaschinen und Mähdreschern sowie hinreichende Transportwege zu den Silos und Getreidemühlen voraussetzt, geht auf die 1920er und 1930er Jahre zurück. 
Zu diesem Zweck wurden nach und nach insgesamt 18 Millionen Hektar Buschland gerodet. Heute stammen zwei Drittel der gesamtaustralischen Weizenproduktion, die mit 24 Millionen Tonnen Platz 7 der Weltrangliste einnimmt, aus dieser Region. Australischer Weizen wird weltweit exportiert, insbesondere nach Vorder- und Zentralasien, Südostasien und Japan.
Westaustralischer Weizen wird im Herbst (März/April) ausgesät, wächst im Winter und wird im Frühjahr (Oktober/November) geerntet. In den frostfreien milden Wintern (15–20 °C) gibt es im Gegensatz zum US-amerikanischen und europäischen Winterweizen keine Ruhephase, und nur in den kühleren Monaten fallen ausreichend Niederschläge.
Der zweitwichtigste Wirtschaftszweig der Wheatbelt Region ist die Schafzucht. Von den vier Arten von Merinoschafen, die im 19. Jahrhundert durch Europäer in Australien eingeführt wurden, dominieren in Westaustralien das Peppin Merino und das South Australian Merino. Sie liefern 50 % der australischen Wollproduktion, wobei mittelfeine und grobe Wolle vorherrscht.
Jedoch sind beide Wirtschaftszweige rückläufig und gefährdet durch eine auf Grund der großflächigen Rodungen schleichenden Klima- und Umweltveränderung, der erst seit dem Ende des 20. Jahrhunderts erhöhte Aufmerksamkeit gewidmet wird. Zum einen haben Erwärmung und zurückgehende Niederschläge eine Austrocknung der Böden und Winderosion zur Folge. Zugleich kommt es bei Regenfällen durch zu schnell versickerndes Wasser, das nicht mehr wie zu Zeiten der ursprünglichen Vegetation von tiefwurzelnden Pflanzen aufgesogen werden kann, zu einem Anstieg des Grundwasserspiegels. Das Wasser löst dann eine extrem salzhaltige Bodenschicht unmittelbar unterhalb der Erdoberfläche und treibt diese Salze nach oben. Zunehmend veröden Acker- und Weideflächen der Wheatbelt Region durch Versalzung; stellenweise haben sich große Salzseen gebildet. Gegenmaßnahmen sind Wiederaufforstungsprogramme seit den 1990er Jahren, deren Nachhaltigkeit noch abzuwarten bleibt.

## Bergbau
Im zur Landwirtschaft ungeeigneten trockenen Osten der Region, an der Grenze zur Nachbarregion Goldfields-Esperance, wird Eisenerz und Nickel neben anderen Mineralien abgebaut. Östlich von York verlief über Merredin und Southern Cross die historische westaustralische Goldrausch-Route des 19. Jahrhunderts zu den Fundstellen in Coolgardie und Kalgoorlie-Boulder.

## Tourismus
Seit dem Ende des 20. Jahrhunderts ist der Tourismus ein aufstrebender Wirtschaftszweig in der Wheatbelt Region. Täglich machen von der 350 km nordwestlich gelegenen Metropole Perth aus organisierte Gruppenexkursionen an mehreren Stellen Station, die auch von individuell Reisenden aufgesucht werden. Von der Tourismusbehörde beworbene Attraktionen sind beispielsweise
- die denkmalgeschützte Stadt York am Avon River;
- die historischen Kernlande des Weizengürtels – auch Open Wheatbelt genannt und ca. 30.000 km² umfassend –, in denen beispielsweise das Felsen-Amphitheater und der Skulpturenpark von Bruce Rock, der Hundefriedhof von Corrigin und die Wildblumenreservate bei Kulin häufig besucht werden;
- die von einem Areal ursprünglichen Buschlands umgebene Granitfelsen-Formation Hyden Rock, zu der das Naturdenkmal Wave Rock gehört; dieses zählt zu den Hauptzielen des Ausflugstourismus von Perth aus.

Relevant für den Bade- und Freizeittourismus der Stadt Perth ist die Küste bis ca. 150 km nördlich der Metropole auf der Höhe von Lancelin; der erst Ende 2010 eröffnete Indian Ocean Drive führt weiter bis nach Cervantes (Pinnacles / Grenze zur Region Mid West). Das Binnenland dieses nördlichen Abschnitts ist, obwohl zur Wheat Belt Region gehörig, nicht agrarisch genutzt, sondern originäres Buschland.

## Verwaltungsgliederung
Der westaustralische Weizengürtel umfasst die folgenden Local Government Areas in Western Australia:
- Beverley
- Brookton
- Bruce Rock
- Chittering
- Corrigin
- Cuballing
- Cunderdin
- Dandaragan
- Dalwallinu
- Dowerin
- Dumbleyung
- Gingin
- Goomalling
- Kellerberrin
- Kondinin
- Koorda
- Kulin
- Lake Grace
- Merredin
- Moora
- Mount Marshall
- Mukinbudin
- Narembeen
- Narrogin (Town)
- Narrogin (Shire)
- Northam (Town)
- Northam (Shire)
- Nungarin
- Pingelly
- Quairading
- Tammin
- Toodyay
- Trayning
- Victoria Plains
- Wagin
- Wandering
- West Arthur
- Westonia
- Wickepin
- Williams
- Wongan-Ballidu
- Wyalkatchem
- Yilgarn
- York

## Belege

### Einzelbelege
1. ↑  Wheatbelt Development Commission - Our Region. Abgerufen am 11. Juni 2012 (englisch)
2. ↑   Ian Rowley: The Galah - Behavioural Ecology of Galahs, Surrey Beatty & Sons in Zusammenarbeit mit The Commonwealth Scientific and Industrial Research Organisation, Division of Wildlife and Ecology und der Royal Australasian Ornithologists Union, Chipping Norton 1990, ISBN 0-949324-27-2, S. 7